# Ares I

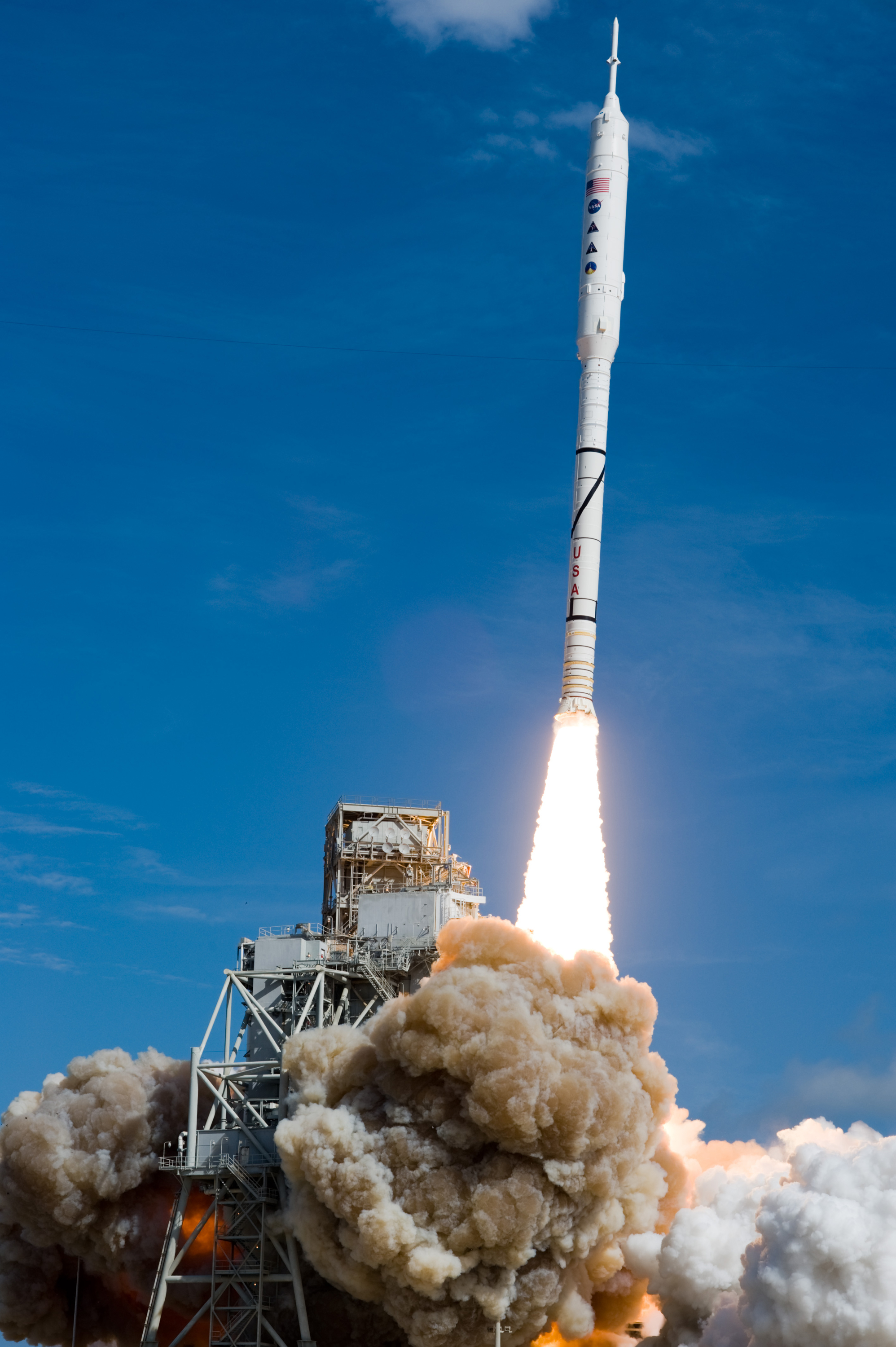
Décollage d'Ares I-X le 28 octobre 2009.

Ares I (ou Ares 1) est un lanceur de la NASA dont le développement a été abandonné en 2010 et qui devait prendre en charge une partie des missions de lancement assurées à l'époque par la navette spatiale américaine. Ares I faisait partie du programme spatial américain Constellation démarré en 2004. Il était prévu qu'à compter de 2015 Ares I assure la relève des équipages de la station spatiale internationale en plaçant en orbite le véhicule spatial Orion, qui peut emporter jusqu'à 6 astronautes. À compter de 2020, Ares I devait être utilisé en conjonction avec le lanceur lourd Ares V pour des missions à destination de la Lune. Le lanceur Ares I a été conçu de manière à réutiliser des composants existants : son premier étage est une évolution d'un propulseur d'appoint à poudre de la navette spatiale américaine et le moteur-fusée utilisé sur le deuxième étage descend d'un moteur de la fusée Saturn 1B. 
Le premier vol d'une version simplifiée de la fusée Ares I, la mission Ares I-X, a eu lieu avec succès le 28 octobre 2009. Fin 2009, le programme Constellation, et le lanceur Ares I en particulier, sont remis en cause par la commission Augustine chargée d'examiner le programme spatial habité américain. La commission souligne notamment que la NASA ne peut pas tenir le calendrier prévu compte tenu du budget disponible et des choix d'architecture retenus. Le président américain Barack Obama a annoncé le 1er février 2010 son intention d'abandonner le programme Constellation. La décision, approuvée par le Congrès américain, a entrainé l'arrêt du développement du vaisseau Altair ainsi que des lanceurs Ares.

## Caractéristiques
Le lanceur Ares I comprend deux étages :
- le premier étage est une évolution d'un propulseur d'appoint à poudre de la navette spatiale américaine comportant 5 segments soit un de plus que sur la navette pour pouvoir fournir la poussée nécessaire (sur un propulseur à poudre, l'allongement du corps de la fusée permet de fournir plus de poussée). L'étage, long de 52,73 mètres pour un diamètre de 3,66 m, pèse 801 tonnes. Il permet de propulser la fusée durant 126 secondes en exerçant une poussée maximum de 1 600 tonnes[1] ;
- le deuxième étage du lanceur est propulsé par un moteur-fusée J-2X qui consomme un mélange d'ergols cryogéniques (oxygène liquide et hydrogène liquide) et délivre une poussée de 130,8 tonnes durant 435 secondes. Ce moteur dérive du moteur J-2 qui propulsait en 5 exemplaires le deuxième étage du lanceur Saturn V dont le premier vol remonte à 1967. L'étage d'une longueur de 25,6 mètres pour un diamètre 5,5 m pèse 156 tonnes (17,5 tonnes à vide). Il est surmonté de la case à équipements qui rassemble les instruments assurant le pilotage et le guidage de la fusée[2].

Le lanceur est conçu pour placer en orbite basse le véhicule spatial Orion d'une masse de 25 tonnes en cours de développement (à titre de comparaison, le lanceur Ariane V version ES permet de placer 21 tonnes en orbite basse). Le vaisseau Orion, qui doit permettre l'emport de 4 à 6 astronautes, a une longueur totale, avec la tour de sauvetage qui la surmonte, de 15,91 m et un diamètre maximum de 5 m.

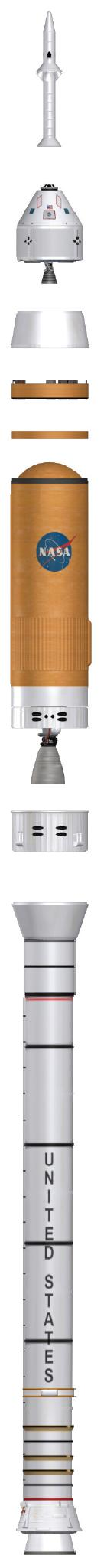
Vue éclatée de la fusée Ares I

## Mission type
Le déroulement d'une mission type du lanceur Ares I comprend les étapes suivantes :
- le premier étage hisse le lanceur et sa charge utile jusqu'à approximativement 66,7 kilomètres d'altitude. Après séparation, le premier étage tombe en chute libre jusqu'à 5 km d'altitude puis est freiné d'abord par un parachute pilote puis 3 parachutes principaux avant de plonger dans l'océan. Il est récupéré pour être remis en condition et préparé pour un lancement ultérieur ;
- le deuxième étage non récupérable est allumé durant 465 secondes pour placer le vaisseau Orion sur une trajectoire orbitale puis est largué ;
- pour rejoindre la station spatiale internationale, le vaisseau Orion utilise le moteur de son module de service.

## Développement

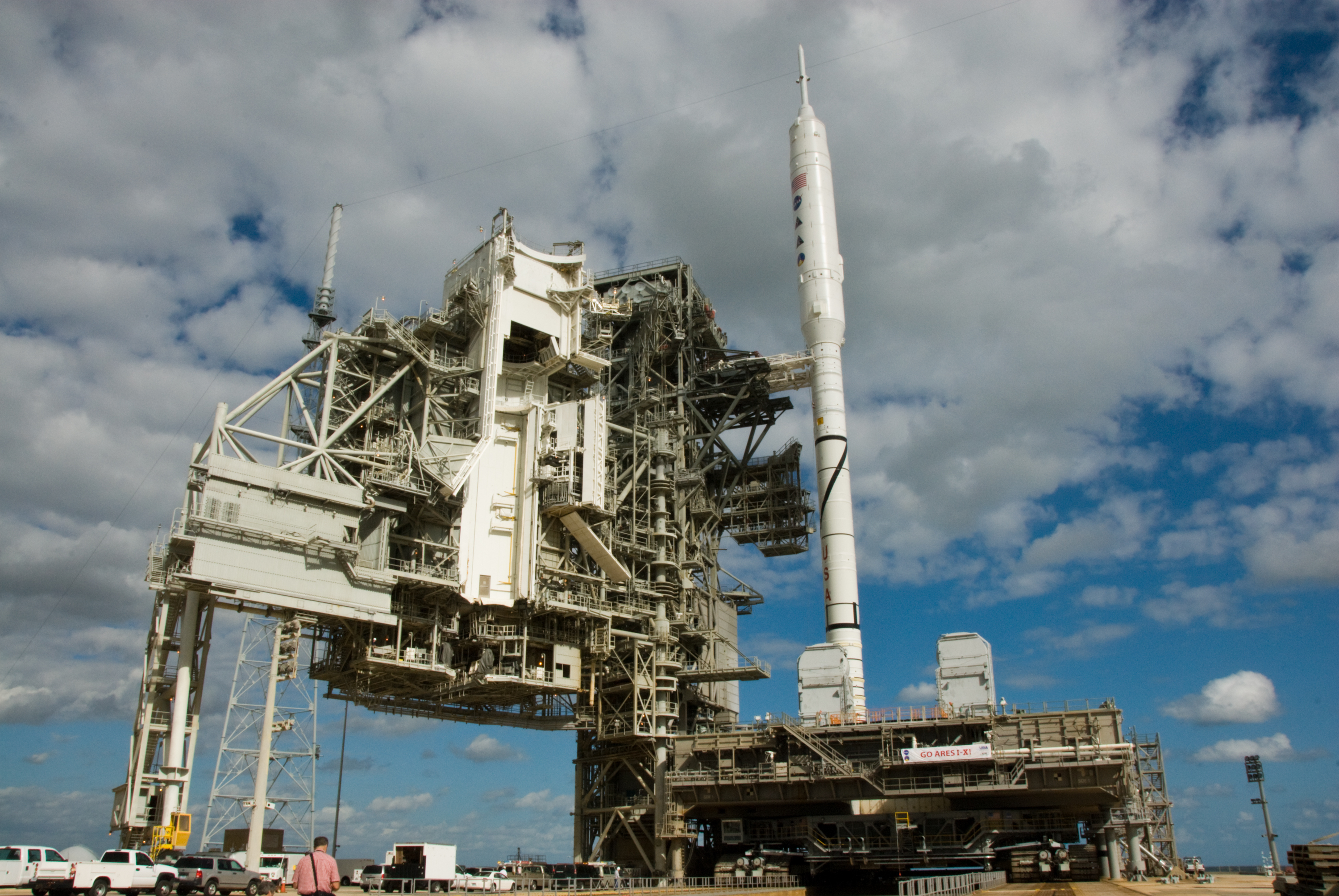
Ares I-X sur son pas de tir en octobre 2009.

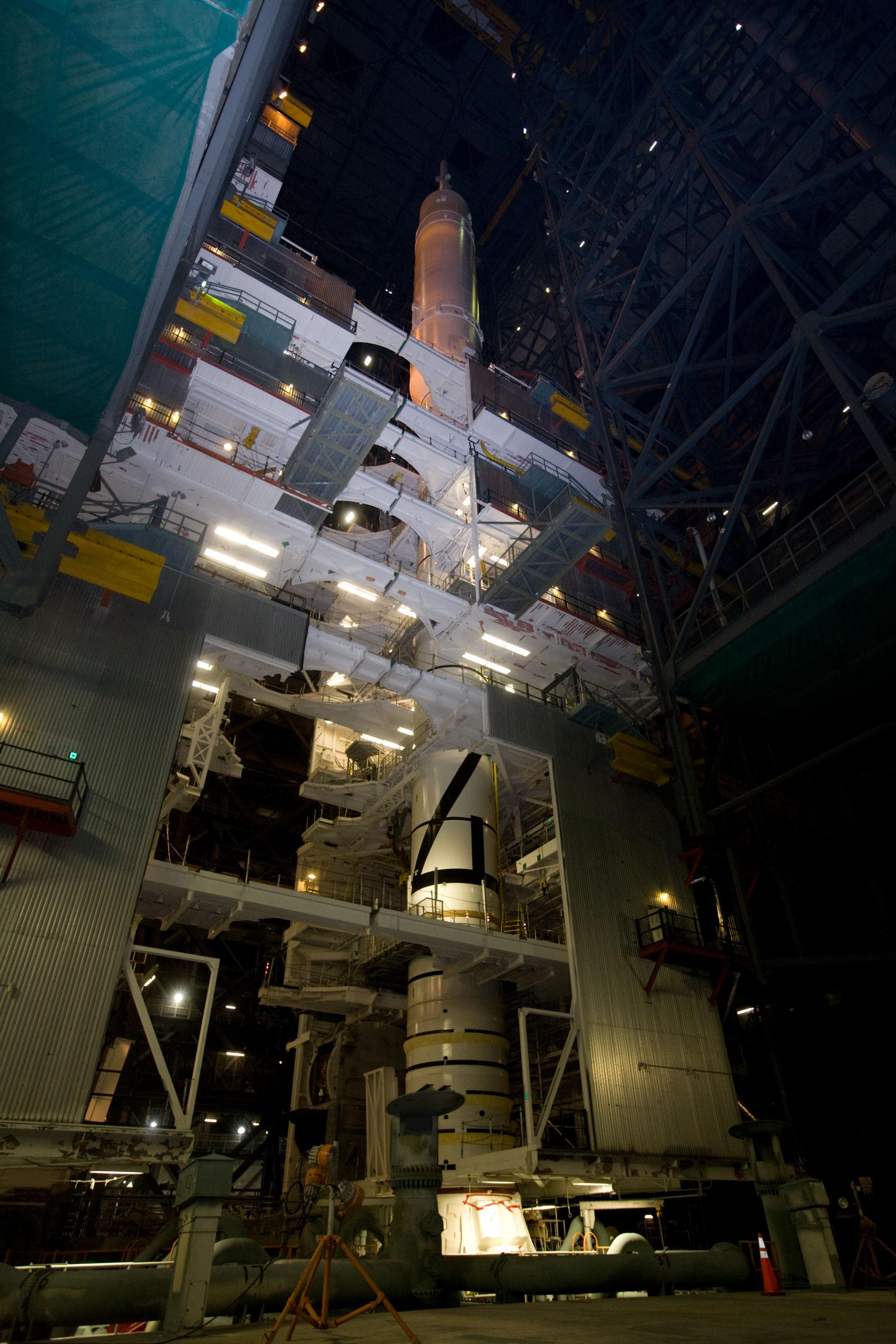
Le lanceur Ares I-X en cours d'assemblage dans le VAB

- Le premier test du moteur du premier étage de la fusée d'Ares I eut lieu le 10 septembre 2009 au centre d'essai de la NASA dans l'Utah[3].
- Le premier lancement d'Ares I, la mission Ares I-X, a eu lieu le 28 octobre 2009, avec succès[4]. Pour ce test, seul le premier étage a été allumé, avec 4 segments actifs (le cinquième segment et l'étage supérieur étaient factices).
- Le deuxième test, la mission Ares I-Y, était prévu pour septembre 2013, mais a été remplacé par la mission Ares 1-Xprime.

## Utilisation
Le premier type de mission pris en charge par Ares I est la mise en orbite d'astronautes transportés dans la capsule Orion pour assurer la relève des équipages de la Station spatiale internationale. Il s'agit de prendre le relais des navettes spatiales qui doivent être retirées du service en 2011. La première mission de ce type était planifiée en 2015 à l'issue de la phase de qualification du lanceur Ares I. L'intérim est pris en charge par des lanceurs russes Soyouz. Ares I doit être également utilisé pour les futures missions habitées vers la Lune planifiées vers 2020. Le rôle du lanceur restera le même : il doit placer en orbite terrestre basse le vaisseau Orion. L'étage permettant le transit Terre-Lune et le module destiné à atterrir sur la Lune, Altair, seront mis en orbite séparément par le lanceur lourd Ares V. Les trois composants seront réunis en orbite basse à l'issue d'une manœuvre de rendez-vous avant d'être propulsés vers la Lune.

## Composants du programme
- Orion, vaisseau spatial habité
- Altair, module d'atterrissage lunaire
- Ares IV, lanceur
- Ares V, lanceur